# チャドの国旗
チャドの国旗は、青、金、赤の縦三色を配した旗。独立前の1959年6月11日に採用された。独立後は憲法内に規定が設けられている。フランスの国旗（トリコロール）のうち、白を汎アフリカ主義のシンボルカラーの一つである黄色に置き換えている。
各色の意味は以下の通り。
- 青 - 空、希望、農業、チャド湖の水
- 金 - 太陽、大地（サハラ砂漠）
- 赤 - 進歩、統一、血

国旗はルーマニアの国旗と酷似しており、チャドの国旗の縦横比が明確に定められていない点や、色の規定が若干異なる点を除けばほとんど同一だが、ルーマニアの国旗の青色を若干薄くして区別する場合がある。